# Anneke Kim Sarnau

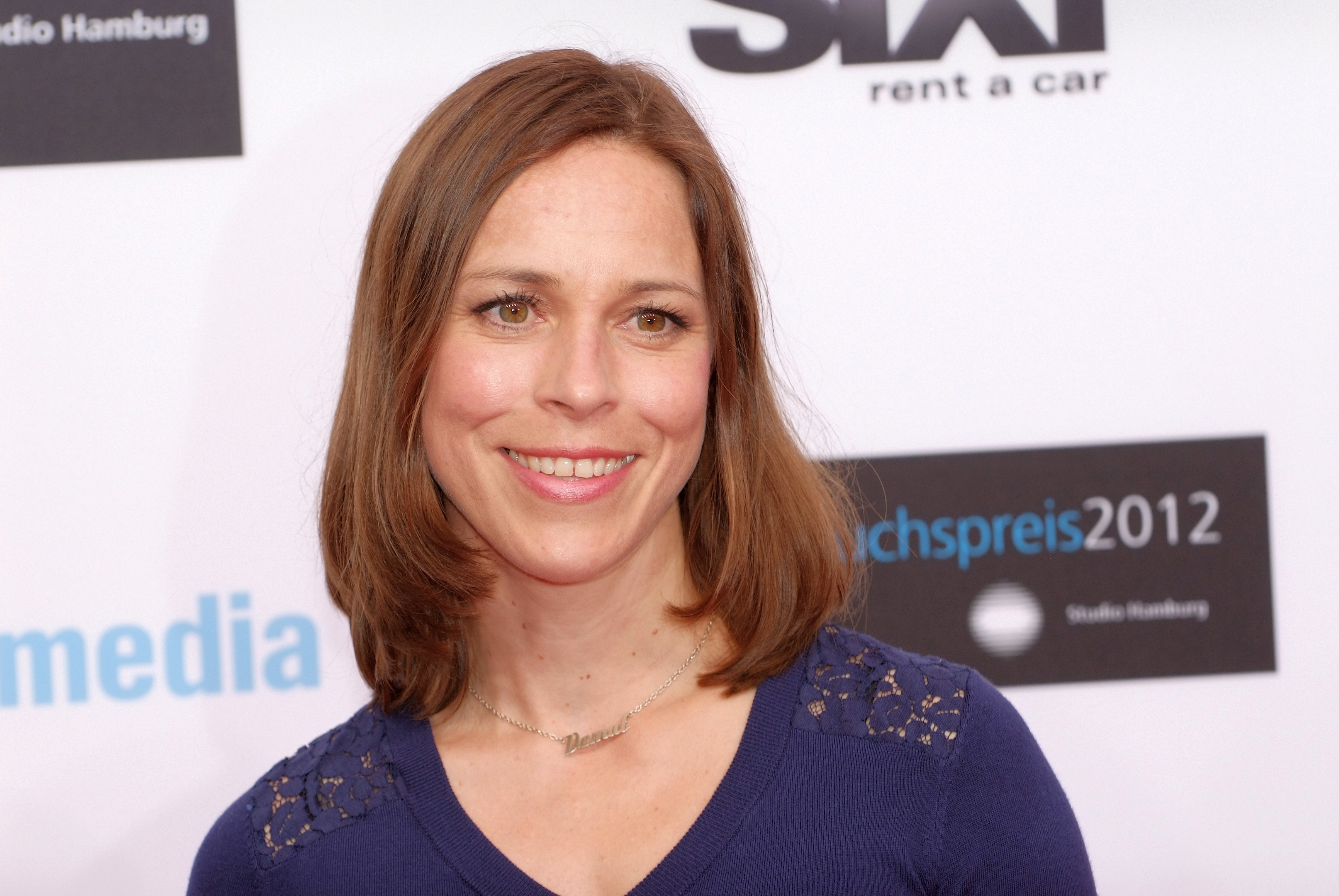
Anneke Kim Sarnau (2012)

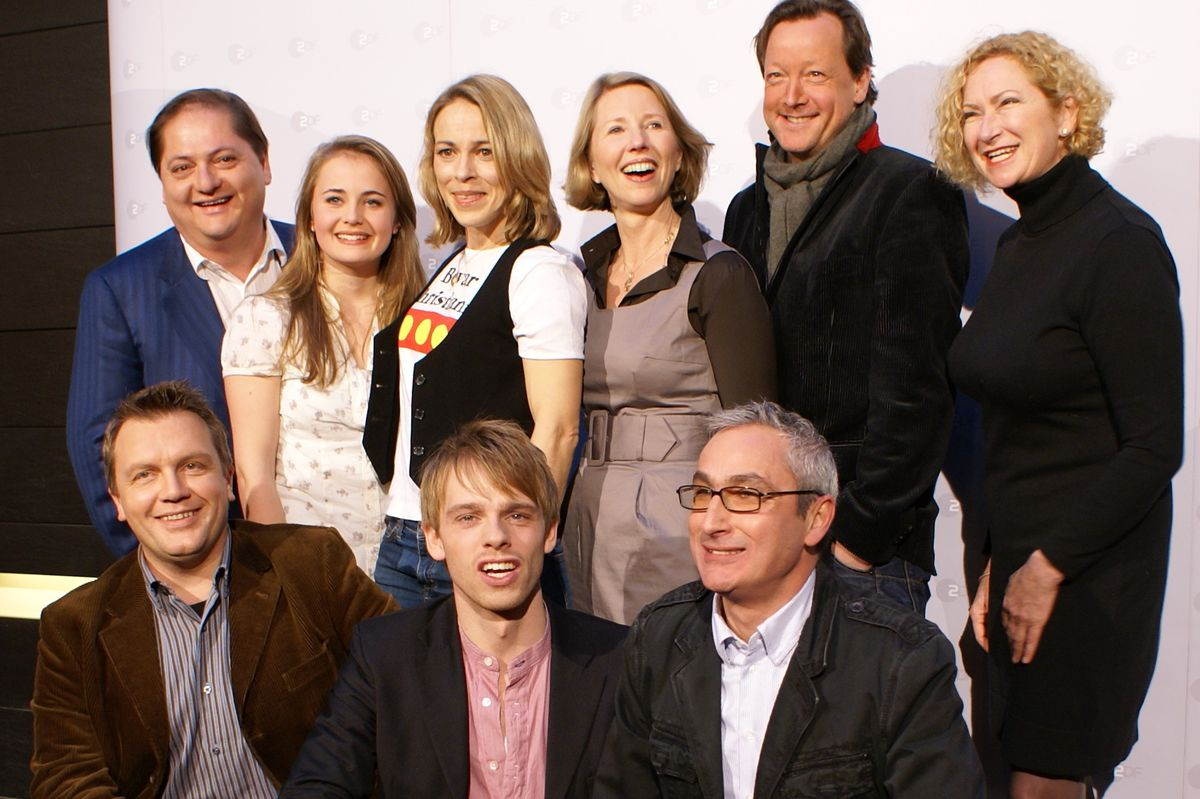
Anneke Kim, a treia din stânga sus

Anneke Kim Sarnau (n. 25 februarie 1972, Elmshorn) este o actriță germană de film și teatru.

## Date biografice
Anneke provine din Sparrieshoop, ea a studiat un an filoziofie la univesitatea din Kiel. Între anii 1993 - 1996 a absolvit facultate de muzică și dramaturgie în Stuttgart. Anneke Kim a jucat între anii 1998 - 1999 la teatrul Burg din Viena, ulterior în Hamburg și Düsseldorf. Din 2000 a început să joace în diferite seriale pentru televiziune. Cu rolul jucat în filmul "Die Hoffnung stirbt zuletzt", (Cea din urmă moare speranța) a fost distinsă cu premiul Adolf-Grimme și premiul televiziunii bavareze. Din 2010 joacă rolul unei comisare de poliție în serialul Polizeiruf 110.

## Filmografie

### Kino
- 2003: Sie haben Knut
- 2005: Der ewige Gärtner
- 2005: Fremde Haut
- 2006: FC Venus – Elf Paare müsst ihr sein
- 2008: Nicht von diesem Stern (Up! Up! To The Sky)

### TV
- 2000: Vom Küssen und vom Fliegen
- 2000: Bella Block: Am Ende der Lüge
- 2001: Ende der Saison
- 2001: Eine Hochzeit und (k)ein Todesfall
- 2002: Die Hoffnung stirbt zuletzt
- 2002: Mehr als nur Sex
- 2002: Das Duo: Totes Erbe
- 2002: Juls Freundin
- 2003: Ich liebe das Leben
- 2003: Sperling und die letzte Chance
- 2004: Kommissarin Lucas: Vertrauen bis zuletzt
- 2004: Tatort – Hundeleben
- 2005: Die andere Hälfte des Glücks
- 2005: In Sachen Kaminski
- 2005: Tatort – Am Abgrund
- 2006: Rosa Roth – Der Tag wird kommen
- 2006: Der falsche Tod
- 2007: Prager Botschaft
- 2007–2008: Dr. Psycho – Die Bösen, die Bullen, meine Frau und ich
- 2007: Mitte 30
- 2008: Ihr könnt euch niemals sicher sein
- 2009: Ein Mann, ein Fjord!
- 2009: Die Drachen besiegen
- 2010: Ken Folletts Eisfieber
- 2010: Polizeiruf 110 – Einer von uns
- 2010: Polizeiruf 110 – Aquarius
- 2010: Tatort – Die Heilige
- 2010: Das Haus ihres Vaters
- 2011: Polizeiruf 110 – Feindbild

### Filme de scurt metraj
- 1996: Boy Meets Winona (regie și scenariu: Christian Bahlo)
- 2005: Eine einfache Liebe (regie și scenariu: Maike Mia Höhne)

## Teatru
- 1997/1998: Alice im Wunderland,
- 1997: Vinny,
- 1997: Jugend ohne Gott,
- 1997: Katzelmacher,
- 1998: Kasimir und Karoline,
- 1998: Die heilige Johanna der Schlachthöfe,
- 1998: Die Riesen vom Berge,
- 1998: Schlacht um Wien,
- 1998: Ein Sportstück,
- 2003/2005: Der zerbrochne Krug,
- 2004: Martha Jellnek,
- 2005/2006: Ein spanisches Stück,